# JAKQ dengekitai
JAKQ dengekitai (ジャッカー電撃隊?, Jakkā Dengekitai, Squadrone d'assalto JAKQ) è la seconda serie Super Sentai prodotta in 35 episodi. È stata trasmessa in Giappone dal 9 aprile al 24 dicembre 1977.

## Trama
Iron Claw è il capo di una organizzazione criminale chiamata semplicemente Crime. Con l'appoggio di potenti simpatizzanti e l'impiego di guerrieri mascherati chiamati Crimers insieme a dei mostri robot, Crime mira a diventare la più potente organizzazione criminale del mondo.
Per contrastare la minaccia di Crime, L'Interpol forma l'ISSIS (International Science Special Investigation Squad [Kokusai Kagaku Tokusou Tai]).
Il comandante della sede giapponese di ISSIS, Kujirai Daisuke, propone un esperimento per rinforzare le unità ISSIS in Giappone.
Prendendo il nome in codice Joker, il comandante Daisuke recluta quattro giovani per il suo progetto di creare dei guerrieri cyborg:L'atleta olimpionico Goro Sakurai, Il campione dei pesi minimi di boxe caduto in disgrazia Ryuu Higurashi, l'agente di polizia gravemente ferita Karen Mizuki e l'oceanografo Bunta Daichi, che era quasi morto e sostenuto dal sonno criogenico.
Dopo aver ricevuto i potenziamenti bionici, i quattro iniziano a combattere le forze di Iron Claw come la squadra anti-crimine JAKQ.
Più tardi, alla squadra si aggiungerà il maestro di travestimenti Banba Soukichi alias Big One.

## Personaggi

### ISSIS
Situata a New York, l'ISSIS venne organizzata dall'Interpol per contrastare Crime.
La sede giapponese dell'ISSIS è guidata da Kujirai Daisuke (nome in codice Joker), un brillante ingegnere e esperto di bionica.
Fu lui a creare la squadra JAKQ.
La sede giapponese dell'ISSIS si trova in un grattacielo nel cuore di Shinjuku. ISSIS ha un suo esercito di soldati impiegati per aiutare occasionalmente i JAKQ.
Ci sono anche degli agenti segreti come Agente 7 (Hayashi Keiko), Agente 8 (Yamamoto Junko), Agente 9 (Iijima Yoshiko) e Agente 10 che aiutano spesso i JAKQ.

### JAKQ
JAKQ (pronuncia Jacker) e la squadra d'assalto dell'ISSIS, formata per combattere i mostri di Crime.
Nel momento del bisogno, ciascun membro entra in una capsula di potenziamento che li trasforma nei guerrieri JAKQ.
- Goro Sakurai(桜井 五郎 Sakurai Gorō)/Spade Ace(スペードエース Supēdo Ēsu).
- Ryu Higashi(東 竜 Higashi Ryū)/Dia Jack (ダイヤジャック Daiya Jakku).
- Karen Mizuki(カレン水木 Mizuki Karen)/Heart Queen(ハートクイン Hāto Kuin)
- Bunta Daichi (大地 文太 Daichi Bunta)/Clover King (クローバーキング Kurōbā Kingu).
- Sokichi Banba(番場 壮吉 Banba Sōkichi)/Big One(ビッグワン Biggu Wan).

## Episodi
| Nº | Giapponese 「Kanji」 - Rōmaji                                                                   | In onda           | In onda |
| Nº | Giapponese 「Kanji」 - Rōmaji                                                                   | Giapponese        |         |
| 1  | 「4カード！！ 切り札はJAKQ」 - Fō Kādo!! Kirifuda wa Jakkā                                      | 2 aprile 1977     |         |
| 2  | 「2テンジャック！！ 秘密工場を電撃せよ」 - Tsū Ten Jakku!! Himitsu Kōjō o Hakai Seyo            | 9 aprile 1977     |         |
| 3  | 「5フラッシュ！！ ほえろパンサー」 - Faibu Furasshu!! Hoero Pansā                               | 16 aprile 1977    |         |
| 4  | 「1ジョーカー！！ 完全犯罪の死角」 - Wan Jōkā!! Kanzen Hanzai no Shikaku                        | 23 aprile 1977    |         |
| 5  | 「3スナップ！！ 裏切りのバラード」 - Surī Sunappu!! Uragiri no Barādo                           | 30 aprile 1977    |         |
| 6  | 「9ポーカー！！ 美女の罠」 - Nain Pōkā!! Bijo no Wana                                           | 7 maggio 1977     |         |
| 7  | 「8スーパーカー！！ 超速300キロ」 - Eito Sūpākā!! Chōsoku Sanbyaku Gojū Kiro                    | 14 maggio 1977    |         |
| 8  | 「6ターゲット！！ 爆発する花」 - Shikkusu Tāgetto!! Bakuhatsu Suru Hana                         | 21 maggio 1977    |         |
| 9  | 「7ストレート！！ 地獄の必殺拳」 - Sebun Sutorēto!! Jigoku no Hissatsu Ken                      | 28 maggio 1977    |         |
| 10 | 「11コレクション！！ 幸福への招待」 - Irebun Korekushon!! Kōfuku e no Shōtai                    | 11 giugno 1977    |         |
| 11 | 「13ジャックポット！！ 燃えよ！ 友情の炎」 - Sātīn Jakkupotto!! Moe yo! Yūjō no Honō            | 18 giugno 1977    |         |
| 12 | 「10ピラミッド！！ 黄金仮面の迷路」 - Ten Piramiddo!! Ōgon Kamen no Meiro                       | 25 giugno 1977    |         |
| 13 | 「青いキークイズ！！ 密室殺人の謎・なぞ」 - Aoi Kī Kuizu!! Misshitsu Satsujin no Nazo - Nazo    | 2 luglio 1977     |         |
| 14 | 「オールスーパーカー！！ 猛烈！！ 大激走！！」 - Ōru Sūpākā!! Mōretsu!! Dai Gekisō!!            | 9 luglio 1977     |         |
| 15 | 「真赤なオカルト！！ 怪談・吸血鬼」 - Makka na Okaruto!! Kaidan - Kyūketsuki                    | 16 luglio 1977    |         |
| 16 | 「黒いベースボール！！ 襲撃する魔球」 - Kuroi Bēsubōru!! Shūgeki Suru Makyū                     | 23 luglio 1977    |         |
| 17 | 「黒い悪魔つき！！ 怪談・地獄の家」 - Kuroi Akuma Tsuki!! Kaidan - Jigoku no Uchi               | 6 agosto 1977     |         |
| 18 | 「青いうず潮！！ 秘密スパイの顔」 - Aoi Uzushio!! Himitsu Supai no Kao                          | 13 agosto 1977    |         |
| 19 | 「真赤な大冒険！！ 底なし魔境の鬼退治」 - Makka na Daibōken!! Sokonashi Makyō no Oni Taiji      | 20 agosto 1977    |         |
| 20 | 「暗黒の使者！！ 透明怪物が闇を走る」 - Ankoku no Shisha!! Tōmei Kaibutsu ga Yami o Hashiru     | 27 agosto 1977    |         |
| 21 | 「バラ色の野球時代！！ クライムの強打者」 - Bara-iro no Yakyū Jidai!! Kuraimu no Kyōdasha       | 3 settembre 1977  |         |
| 22 | 「赤い大逆転！ 自爆軍団を攻撃せよ」 - Akai Dai Gyakuten!! Jibaku Gundan o Kōgeki Seyo           | 10 settembre 1977 |         |
| 23 | 「白い鳥人！ ビッグワン」 - Shiroi Chōjin! Biggu Wan                                            | 1º ottobre 1977   |         |
| 24 | 「悪魔か? 天使か?！ 不思議な笛吹き男」 - Akuma ka? Tenshi ka?! Fushigi na Fuefuki Otoko         | 8 ottobre 1977    |         |
| 25 | 「勝利か? 死か?！ 鬼将軍と機械化軍団」 - Shōri ka? Shi ka?! Oni Shōgun to Kikaika Gundan        | 15 ottobre 1977   |         |
| 26 | 「インベーダーか！? 謎の宇宙海賊船」 - Inbēdā ka!? Nazo no Uchū Kaizokusen                      | 22 ottobre 1977   |         |
| 27 | 「独裁者の野望！！ 砕け！ 死の収容所」 - Dokusaisha no Yabō!! Kudake! Shi no Shūyōjo            | 29 ottobre 1977   |         |
| 28 | 「ぼくの秘密！ ポケットの中の宇宙怪物」 - Boku no Himitsu! Poketto no Naka no Uchū Kaibutsu     | 5 novembre 1977   |         |
| 29 | 「行くぞ七変化！ 鉄の爪対ビッグワン」 - Yuku zo Shichi Henge! Aian Kurō Tai Biggu Wan           | 12 novembre 1977  |         |
| 30 | 「死を呼ぶ暗号！ 猛毒コブラツイスト」 - Shi o Yobu Angō! Mōdoku Kobura Tsuisuto                 | 19 novembre 1977  |         |
| 31 | 「赤い衝撃！ スパイは小学四年生」 - Akai Shōgeki! Supai wa Shōgaku Yonensei                     | 26 novembre 1977  |         |
| 32 | 「どっちが本もの?！ 危うしビッグワン」 - Dotchi ga Honmono?! Ayaushi Biggu Wan                  | 3 dicembre 1977   |         |
| 33 | 「電撃隊全滅か?！ クライムのお料理教室」 - Dengekitai Zenmetsu ka?! Kuraimu no Oryōri Kyōshitsu | 10 dicembre 1977  |         |
| 34 | 「潜入！ クライム要塞島」 - Sennyū! Kuraimu Yōsai Tō                                            | 17 dicembre 1977  |         |
| 35 | 「大勝利！ さらばジャッカー」 - Daishōri! Saraba Jakkā                                          | 24 dicembre 1977  |         |